# Долина гейзерів
Доли́на ге́йзерів (рос. Долина гейзеров) — геотермальний заповідник на Камчатському півострові в долині річки Гейзерної, що впадає в Кроноцьку затоку Тихого океану, частина Кроноцького державного біосферного заповідника.
Вперше гейзери в долині річки Гейзерної на Камчатці були описані Т. І. Устиновою, що виявила їх в 1941 році. Вона дала назви найбільш могутнім або ефектним термальним джерелам.
До 1972 року вивчення гейзерів через віддаленість району мали епізодичний характер. Систематичні, тривалі спостереження за режимом були початі під керівництвом Сугробова В. М., що проводив комплексне вивчення високотемпературних гідротермальних систем Камчатки. При цьому вивчення режиму проводилося за допомогою рівнемірів, встановлених на водотоці гейзера, практично щорічно в перебігу польового періоду, 1-3 місяці в році.
У долині річки Гейзерної зафіксовано і гідрохімічно випробувано понад 200 джерел. Всі вони є пульсуючими, тобто не володіють постійною витратою. Близько 90 джерел гейзерного типу, тобто мають циклічний характер діяльності, коли в перебігу циклу спостерігається фаза-спокій, під час якої на поверхню не поступає продукція: немає ні пару, ні води. Близько 30 великих джерел мають назви. Переважна більшість термопроявів і джерел розташована на лівому березі річки Гейзерної.